# 소맥거핀
소맥거핀은 대한민국의 유튜버이다. 2020년 3월 23일 '뒤틀린 황천의 헤네시스' 영상을 업로드하며 시작했고,오징어 게임으로 본격적으로 유명해지기 시작했다. 총 채널 조회수는 2023년 9월 26일 기준 1,848,327,749회다.